# Liste antiker Ortsnamen und geographischer Bezeichnungen/Su
| Lateinischer Name         | Griechischer Name       | Beschreibung                                                           | Heute | Quellen und Verweise     | Lage |
| ------------------------- | ----------------------- | ---------------------------------------------------------------------- | --- | ------------------------ | ---- |
| Suagela                   |                         |                                                                        | | Smith;                   |      |
| Suana                     |                         |                                                                        | | Smith;                   |      |
| Suardones                 |                         |                                                                        | | Smith;                   |      |
| Suarni                    |                         |                                                                        | | Smith;                   |      |
| Suasa                     |                         |                                                                        | | Smith;                   |      |
| Suastene                  |                         |                                                                        | | Smith;                   |      |
| Suastus                   |                         |                                                                        | | Smith;                   |      |
| Subanecti                 |                         |                                                                        | | Smith;                   |      |
| Subatii                   |                         |                                                                        | | Smith;                   |      |
| Subdinnum                 |                         |                                                                        | | Smith;                   |      |
| Subertum                  |                         |                                                                        | | Smith;                   |      |
| Subi                      |                         |                                                                        | | Smith;                   |      |
| Sublaqueum                |                         | Stadt in Latium                                                        | Subiaco in Italien | Smith;                   |      |
| Sublavio                  |                         |                                                                        | | Smith;                   |      |
| Subur                     | Σούβουρ (Soubour)       | Stadt in Hispania Tarraconensis                                        | vielleicht Subirats in Spanien | Smith;                   |      |
| Subur                     |                         | Stadt in Mauretania Tingitana                                          | | Ptol. 4.1.13; Smith (1); |      |
| Subur                     |                         | Fluss in Mauretania Tingitana                                          | | Ptol. 4.1.2; Smith (2);  |      |
| Subus                     |                         |                                                                        | | Smith;                   |      |
| Subzupara                 |                         |                                                                        | | Smith;                   |      |
| Succabar                  |                         | siehe Zucchabar                                                        | |                          |      |
| Succorum Angustiae, Succi |                         |                                                                        | | Smith;                   |      |
| Succosa                   |                         |                                                                        | | Smith;                   |      |
| Succoth                   | Σοκχωθά (Sokchōtha)     | biblischer Ort im Jordantal                                            | möglicherweise Tell Deir Alla, ein Siedlungshügel in der Ebene nördlich des Jabbok-Flusses, östlich des Jordans im heutigen Jordanien | Smith;                   |      |
| Succubo                   |                         |                                                                        | | Smith;                   |      |
| Suche                     |                         | biblisches Hilfsvolk der Ägypter                                       | | 2 Chr 12,3; Smith;       |      |
| Sucidava                  | Σουκίδαυα (Soukidaua)   | Stadt in Moesia inferior, Hauptort des dakischen Volksstammes der Suci | auf dem Stadtgebiet von Corabia, Kreis Olt, Rumänien                                                                                  | Smith;                   |      |
| Sucro                     |                         |                                                                        | | Smith;                   |      |
| Sucron                    |                         |                                                                        | | Smith;                   |      |
| Sucronensis Sinus         |                         |                                                                        | | Smith;                   |      |
| Sudeni                    |                         |                                                                        | | Smith;                   |      |
| Sudertum                  |                         |                                                                        | | Smith;                   |      |
| Sudeti Montes             |                         |                                                                        | | Smith;                   |      |
| Suebus                    |                         |                                                                        | | Smith;                   |      |
| Suel                      |                         |                                                                        | | Smith;                   |      |
| Suelteri                  |                         |                                                                        | | Smith;                   |      |
| Suesia Palus              |                         |                                                                        | | Smith;                   |      |
| Suessa                    |                         |                                                                        | | Smith;                   |      |
| Suessa Pometia            |                         |                                                                        | | Smith;                   |      |
| Suessetani                |                         |                                                                        | | Smith;                   |      |
| Suessiones                |                         |                                                                        | | Smith;                   |      |
| Suessula                  |                         |                                                                        | | Smith;                   |      |
| Suetri                    |                         |                                                                        | | Smith;                   |      |
| Suevi                     |                         |                                                                        | | Smith;                   |      |
| Suevicum Mare             |                         |                                                                        | | Smith;                   |      |
| Sufes                     |                         | Stadt in Africa proconsularis                                          | Sbiba im Gouvernement Kasserine in Tunesien                                                                                           | Smith;                   |      |
| Sufetula                  |                         | Stadt in Africa proconsularis                                          | in der Nähe von Sbeitla in Tunesien                                                                                                   | Smith;                   |      |
| Sugolin                   |                         | Stadt im Osten von Tripolitana                                         | Zliten in Libyen | PECS;                    |      |
| Suia                      |                         |                                                                        | | Smith;                   |      |
| Suillum                   |                         |                                                                        | | Smith;                   |      |
| Suindinum                 |                         |                                                                        | | Smith;                   |      |
| Suiones                   |                         |                                                                        | | Smith;                   |      |
| Suissa                    |                         | Stadt in Armenia minor                                                 | nahe Kelkit in der Türkei | Smith;                   |      |
| Suissatium                |                         |                                                                        | | Smith;                   |      |
| Sulci                     |                         | Stadt an der Südspitze Sardiniens                                      | Sant’Antioco | Smith;                   |      |
| Sulgas                    |                         |                                                                        | | Smith;                   |      |
| Sulia                     | Σουλία, Σουλήνα         | Stadt im Süden Kretas                                                  | bei Agia Galini | Smith;                   |      |
| Sulis                     |                         | Ort in Aremorica                                                       | möglicherweise Pontivy in der Bretagne                                                                                                | Smith;                   |      |
| Sulloniacae               |                         |                                                                        | | Smith;                   |      |
| Sulmo                     | Σουλμῶν (Soulmōn)       | Stadt der Paeligner                                                    | Sulmona in Italien | Smith;                   |      |
| Sulmo                     |                         | Stadt in Latium                                                        | möglicherweise in der Nähe von Sermoneta in Italien                                                                                   | Smith;                   |      |
| Sumatia                   |                         |                                                                        | | Smith;                   |      |
| Summontorium              |                         | römisches Kastell in Raetia                                            | Kastell Burghöfe | RE; Smith;               |      |
| Summus Pyrenaeus          |                         |                                                                        | | Smith;                   |      |
| Sunici                    |                         |                                                                        | | Smith;                   |      |
| Sunium                    |                         |                                                                        | | Smith;                   |      |
| Sunnesia                  |                         |                                                                        | | Smith;                   |      |
| Sunonensis Lacus          |                         |                                                                        | | Smith;                   |      |
| Superaequum               |                         |                                                                        | | Smith;                   |      |
| Superatii                 |                         |                                                                        | | Smith;                   |      |
| Superum Mare              |                         |                                                                        | | Smith;                   |      |
| Suppara                   |                         |                                                                        | | Smith;                   |      |
| Sura                      |                         | Fluss in Gallien, Nebenfluss der Mosella                               | Sauer, Nebenfluss der Mosel | Smith;                   |      |
| Sura                      | Σοῦρα (Soura)           | Stadt in Nordsyrien am Euphrat                                         | | Smith;                   |      |
| Sura                      |                         | Orakelstätte des Apollon Surios an der Küste Lykiens                   | am Ortsrand von Yuva Köyü, einem Vorort von Demre (dem antiken Myra) in der Provinz Antalya in der Türkei                             |                          |      |
| Surae                     |                         |                                                                        | | Smith;                   |      |
| Surasenae                 |                         |                                                                        | | Smith;                   |      |
| Surdaones                 |                         |                                                                        | | Smith;                   |      |
| Surium                    |                         |                                                                        | | Smith;                   |      |
| Surius                    |                         | Nebenfluss des Phasis in Colchis                                       | | Smith;                   |      |
| Surrentinum Prom          |                         |                                                                        | | Smith;                   |      |
| Surrentum                 |                         |                                                                        | | Smith;                   |      |
| Susa                      | Σοῦσα (Sousa)           | Hauptstadt des Reiches von Elam                                        | am Stadtrand von Schusch in der Provinz Chuzestan im Iran                                                                             | Smith;                   |      |
| Susiana                   | Σουσιανή (Sousianē)     | Landschaft in Persien                                                  | Ebene von Chuzestan im Iran | Smith;                   |      |
| Susudata                  | Σουσουδάτα (Sousoudata) | Ort in Germania Magna                                                  | vermutlich im Gebiet von Fürstenwalde/Spree in Brandenburg                                                                            | Smith;                   |      |
| Suthul                    |                         |                                                                        | | Smith;                   |      |
| Sutrium                   | Σούτριον (Soutrion)     | Stadt in Etrurien                                                      | Sutri in Italien | Smith;                   |      |
| Suzaei                    |                         |                                                                        | | Smith;                   |      |